# 广州少年儿童图书馆
广州少年儿童图书馆是广州市政府设立的市级公共图书馆，总馆位于广州市越秀区中山四路的广州图书馆原址。旧馆位于沿江西路的广州永安堂，在广州图书馆迁至珠江新城的新馆后迁移到现址。新总馆于2015年3月1日正式对外开放，原旧馆移交越秀区作为广州市越秀区少年儿童图书馆。